# Герб комуни Уппсала
Герб комуни Уппсала (швед. Uppsala kommunvapen) — символ шведської адміністративно-територіальної одиниці місцевого самоврядування комуни Уппсала.

## Історія
До 1700 року місто використовувало зображення собору на своїй печатці. 

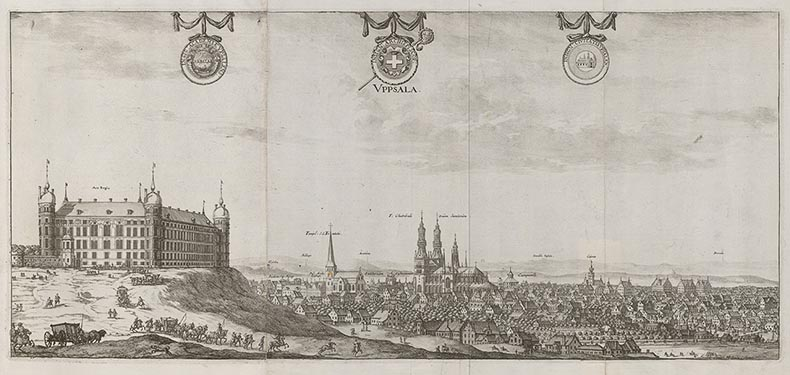
Герби на гравюрі з панорамою Уппсали (біля 1700 р.)

Дві срібні печатки з зображенням лева виготовлено у 1732 році і вже протягом ХІХ століття місто активно використовувало цей символ. До 700-річчя міста 1943 року герб Уппсали отримав королівське затвердження.
Після адміністративно-територіальної реформи, проведеної в Швеції на початку 1970-х років, муніципальні герби стали використовуватися лишень комунами. Тому тепер цей герб представляє комуну Уппсала, а не місто. Герб комуни Уппсала зареєстровано 1986 року.

## Опис (блазон)
У синьому полі крокує золотий коронований лев із піднятою вгору правою передньою лапою та повернутою анфас головою, з червоним язиком і пазурами.

## Зміст
Зображення лева відоме з печаток міста з XVIII століття, який воно використовувало на своєму гербі до 1966 року.